# Diathoneura superba
Diathoneura superba är en tvåvingeart som först beskrevs av Sturtevant 1916.  Diathoneura superba ingår i släktet Diathoneura och familjen daggflugor. Inga underarter finns listade i Catalogue of Life.